# 陸前高田市民文化会館
陸前高田市民文化会館（りくぜんたかたしみんぶんかかいかん）は、岩手県陸前高田市高田町にある多目的ホール。
2011年の東日本大震災で被災した陸前高田市民会館および陸前高田市中央公民館の機能を併設した複合施設として2020年（令和2年）に開館した。愛称は、公募で選ばれた「奇跡の一本松ホール」。
前身である陸前高田市民会館・陸前高田市中央公民館についても本項目で記述する。

## 解説
市民会館および公民館の機能を併せ持つ複合施設であり、整備前には図書館や博物館の機能も含めた施設とすることも一時検討されていた。
建物は鉄筋コンクリート造（一部鉄骨造）3階建てと木造平屋建てを組み合わせた設計で、設計はNTTファシリティーズと関・空間設計が担当した。鉄筋コンクリート造のホールは1階席が円形状に配置され、2階席も立体的に1階席を取り囲むように構成されているため、ホール全体が一体感のある設計となっている。公民館の部分は平屋で、中庭を囲むように諸室が配置されており、明るく開放的な印象を与える設計となっている。また高さのあるホール部分と平屋の部分を分割したデザインとすることで、街並みに対する圧迫感を低減している。
愛称は、市の公募で集まった865件の中から、市内の小学生が考案した「奇跡の一本松ホール」が選ばれた。ホールの緞帳には、愛称の由来である奇跡の一本松が描かれている。
総事業費は約29億8100万円で、国の災害復旧費や震災復興特別交付税によって賄われた。

## 施設

### 建築概要
- 設計：NTTファシリティーズ、関・空間設計 (JV)[4][5]
- 構造：RC造（一部S造）およびW造[4][5][7]
- 規模：地上3階[4][5][7]
- 着工：2018年6月[1]
- 竣工：2020年2月[4][5]
- 敷地面積：14,208.47 m²[4]
- 延床面積：3,591 m²（1階 2,959 m²、2階 589 m²、3階 19 m²、屋外トイレ 24 m²）[7]

### ホール概要
- 面積：1,114 m²（舞台・袖・袖花道・客席）[3]
- 座席[7]
  - 1階席：固定席 454席、車椅子スペース 4区画
  - 2階席：固定席 171席、車椅子スペース 4区画、親子席 7席
  - 合計：固定席 625席、車椅子スペース 8区画、親子席 7席

### 諸室
出典：
- 楽屋
  - 大楽屋、小楽屋1、小楽屋2
- ルーム
  - ルーム1、ルーム2、ルーム3
  - 利用用途例：会議室、研修室、講義室
- 和室
  - 和室1、和室2、和室3
  - 利用用途例：茶道室、華道室
- 練習室
  - 大練習室、小練習室1、小練習室2
  - 利用用途例：リハーサル室、コーラス、ダンス、軽運動（大練習室）／楽器演奏、コーラス（小練習室）
- 実習室
  - 実習室1、実習室2
  - 利用用途例：講座、実習
- ホワイエ
- デッキ
- 中庭

## 所在地
- 岩手県陸前高田市高田町字館の沖302番地3[2][6]

陸前高田市中心部に位置し、大船渡線BRT陸前高田駅から徒歩1分の場所にある。大型商業施設「アバッセたかた」に隣接する。

## 陸前高田市民会館・陸前高田市中央公民館
市民会館は1965年、中央公民館は1977年開館。市民会館は集会や式典のほか、市民活動の練習・発表の場として、また中央公民館は生涯学習の拠点として各種講座などに利用されていた。1980年6月には穐吉敏子が市民会館で公演を行い、後になって発見された音源がCD化されている。
東日本大震災では、発災当日に市民会館が確定申告の会場となっており、また市によって津波の一次避難所に指定されていたことから、多くの市民や市職員が避難していた。しかし来襲した津波によって3階建ての建物は完全に水没し、130人以上が犠牲となった。また施設についても、市民会館・中央公民館ともに全壊した。